# کوه هوبر
کوه هوبر (به انگلیسی: Mount Huber) یک کوه در کانادا است که در آلبرتا واقع شده‌است. کوه هوبر ۳٬۳۴۸ متر بالاتر از سطح دریا واقع شده‌است.